# Сублігакулум

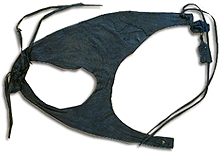
Римський сублігакулум, знайдений у Лондоні. Експонат Музею Лондона

Субліга́кулум, субліга́кулюм (лат. subligaculum) — елемент давньоримського одягу, настегнова пов'язка, яку носили як чоловіки, так і жінки. Схожий на сучасні плавки-сліпи. Саме слово походить від дієслова subligō («підв'язую»). Зазвичай сублігакулум робили з шкіри, споряджали поворозками з одного боку, з другого зашивали. Він слугував спідньою білизною, а також одягом атлетів та гладіаторів, які виступали напівоголеними.
Аналогічна настегнова пов'язка уживалася й у Стародавній Греції, там вона була відома як діазома або перізома (грец. διάζωμα, περίζωμα). Грецькі атлети первісно надягали її на змаганнях, але надалі відмовилися від одягу і стали виступати повністю оголеними.